# Котин, Никита Андреевич
Ники́та Андре́евич Ко́тин (род. 1 сентября 2002, Самара) — российский футболист, защитник клуба «Шинник».

## Клубная карьера
Родился в Самаре.
В 2008 году начал заниматься футболом в академии клуба «Крылья Советов». Начиная с сезона 2018/19 стал выступать за молодёжную команду.
31 января 2020 года перешёл в московский ЦСКА. В сезоне 2019/20 с клубом стал серебряным призёром молодёжного первенства.
25 февраля 2021 года на правах аренды присоединился к омскому «Иртышу». 6 марта 2021 года в матче первенства ФНЛ против «Алании» дебютировал в профессиональном футболе.
12 августа 2021 года пополнил состав «Ростова». В сезоне 2021/22 с молодёжной командой клуба стал серебряным призёром М-Лиги.
30 июня 2022 года был арендован саратовским «Соколом». С клубом в сезоне 2022/23 стал победителем Второй лиги (группа 3).
5 июля 2023 года на правах аренды перешёл в «Шинник».
16 июля 2024 года в рамках арендного соглашения с правом выкупа присоединился к махачкалинскому «Динамо». 26 октября 2024 года дебютировал в РПЛ в матче против «Акрона».
12 февраля 2025 года вновь пополнил состав «Шинника» на правах аренды.
1 июля 2025 года подписал полноценный контракт с «Шинником».

## Карьера в сборной
В период с 2018 года по 2019 год выступал за юношеские сборные России под руководством Дмитрия Хомухи, суммарно проведя за них 25 матчей и забив 2 гола.

## Статистика выступлений
| Выступление          | Выступление      | Выступление      | Лига | Лига | Кубки | Кубки | Итого | Итого |
| Клуб                 | Лига             | Сезон            | Игры | Голы | Игры  | Голы  | Игры  | Голы  |
| -------------------- | ---------------- | ---------------- | ---- | ---- | ----- | ----- | ----- | ----- |
| → Иртыш              | ФНЛ              | 2020/21          | 4    | 0    | 0     | 0     | 4     | 0     |
| → Иртыш              | Итого            | Итого            | 4    | 0    | 0     | 0     | 4     | 0     |
| Ростов               | РПЛ              | 2021/22          | 0    | 0    | 1     | 0     | 1     | 0     |
| Ростов               | Итого            | Итого            | 0    | 0    | 1     | 0     | 1     | 0     |
| → Сокол (Саратов)    | Вторая лига      | 2022/23          | 28   | 2    | 0     | 0     | 28    | 2     |
| → Сокол (Саратов)    | Итого            | Итого            | 28   | 2    | 0     | 0     | 28    | 2     |
| → Шинник             | Первая лига      | 2023/24          | 28   | 1    | 0     | 0     | 28    | 1     |
| → Шинник             | Итого            | Итого            | 28   | 1    | 0     | 0     | 28    | 1     |
| → Динамо (Махачкала) | РПЛ              | 2024/25          | 1    | 0    | 4     | 0     | 5     | 0     |
| → Динамо (Махачкала) | Итого            | Итого            | 1    | 0    | 4     | 0     | 5     | 0     |
| → Шинник             | Первая лига      | 2024/25          | 5    | 0    | 0     | 0     | 5     | 0     |
| → Шинник             | Итого            | Итого            | 5    | 0    | 0     | 0     | 5     | 0     |
| Шинник               | Первая лига      | 2025/26          | 3    | 0    | 0     | 0     | 3     | 0     |
| Шинник               | Итого            | Итого            | 3    | 0    | 0     | 0     | 3     | 0     |
| Всего за карьеру     | Всего за карьеру | Всего за карьеру | 69   | 3    | 5     | 0     | 74    | 3     |

## Достижения
ЦСКА
- Серебряный призёр молодёжного первенства России: 2019/20

«Ростов»
- Серебряный призёр М-Лиги: 2021/22

«Сокол» (Саратов)
- Победитель Второй лиги (группа 3): 2022/23
- Итого : 1 трофей